# Сали Фийлд
Сали Фийлд (на английски: Sally Field) е американска актриса, режисьорка и продуцент, носителка на два Оскара, два Златни глобуса и три награди Еми. Най-новата ѝ роля е в телевизионния сериал „Братя и сестри“. 

## Биография
Започва кариерата си на 19 години и на 20 вече става известна. Филмът „Норма Рей“ ѝ донася първия Оскар и наградата на фестивала в Кан за най-добра женска роля. Речта, която произнася в този филм е едно от най-запомнящите се актьорски изпълнения.
През 1986 година се появява в мартенския брой на списанието „Плейбой“. През 1988 година тя и семейството ѝ преживяват катастрофа с частния си самолет. Известна е с политическата си активност и антивоенните си изяви. Така например при получаване на наградата „Еми“ през 2007 година, тя заявява: „Ако майките управляваха света, нямаше изобщо да ги има гадните войни“ (If the mothers ruled the world, there would be no goddamn wars in the first place.)

## Избрана филмография
| Година | Филм                       | Оригинално заглавие                   | Роля             | Режисьор               |
| ------ | -------------------------- | ------------------------------------- | ---------------- | ---------------------- |
| 1967   | Пътят на запад             | The Way West                          | Мърси Макби      | Андрю Маклаглън        |
| 1993   | Мисис Даутфайър            | Mrs. Doubtfire                        | Миранда Хилард   | Крис Кълъмбъс          |
| 1993   | Форест Гъмп                | Forrest Gump                          | мисис Гамп       | Робърт Земекис         |
| 1993   | Професия блондинка 2       | Legally Blonde 2: Red, White & Blonde | Виктория Руд     | Чарлс Хърман-Уърмфийлд |
| 2012   | Невероятният Спайдър-Мен   | The Amazing Spider-Man                | Мей Паркър       | Марк Уеб               |
| 2012   | Линкълн                    | Lincoln                               | Мери Тод Линкълн | Стивън Спилбърг        |
| 2012   | Невероятният Спайдър-Мен 2 | The Amazing Spider-Man 2              | Мей Паркър       | Марк Уеб               |